# Espinas Blancas
Espinas Blancas är en ort i Mexiko.   Den ligger i kommunen San Luis de la Paz och delstaten Guanajuato, i den centrala delen av landet, 240 km nordväst om huvudstaden Mexico City. Espinas Blancas ligger 2 130 meter över havet och antalet invånare är 238.
Terrängen runt Espinas Blancas är platt åt sydost, men åt nordväst är den kuperad. Runt Espinas Blancas är det ganska tätbefolkat, med 67 invånare per kvadratkilometer. Närmaste större samhälle är San Luis de la Paz, 15,9 km norr om Espinas Blancas. Trakten runt Espinas Blancas består till största delen av jordbruksmark.